# Рахування китайськими паличками
Рахування китайськими паличками це математичний метод алгоритмічного розрахунку за допомогою рахункових паличок в Китаї починаючи з періоду ворогуючих країн до часів династії Мін. Потім рахункові палички були замінені більш швидким і зручним інструментом Абак. Рахування паличками відігравало ключову роль у розвитку китайської математики До часів самого високого його розвитку у Династії Сун і Династії Юань, що завершувалося винайденням алгебраїчних рівнянь до чотирьох невідомих, що описані в роботі Чжу Шицзе.

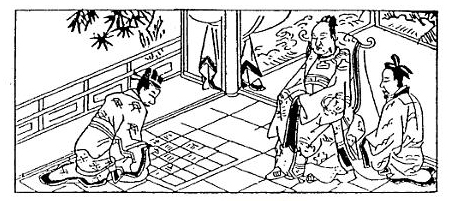
Японська рахувальна дошка із сіткою

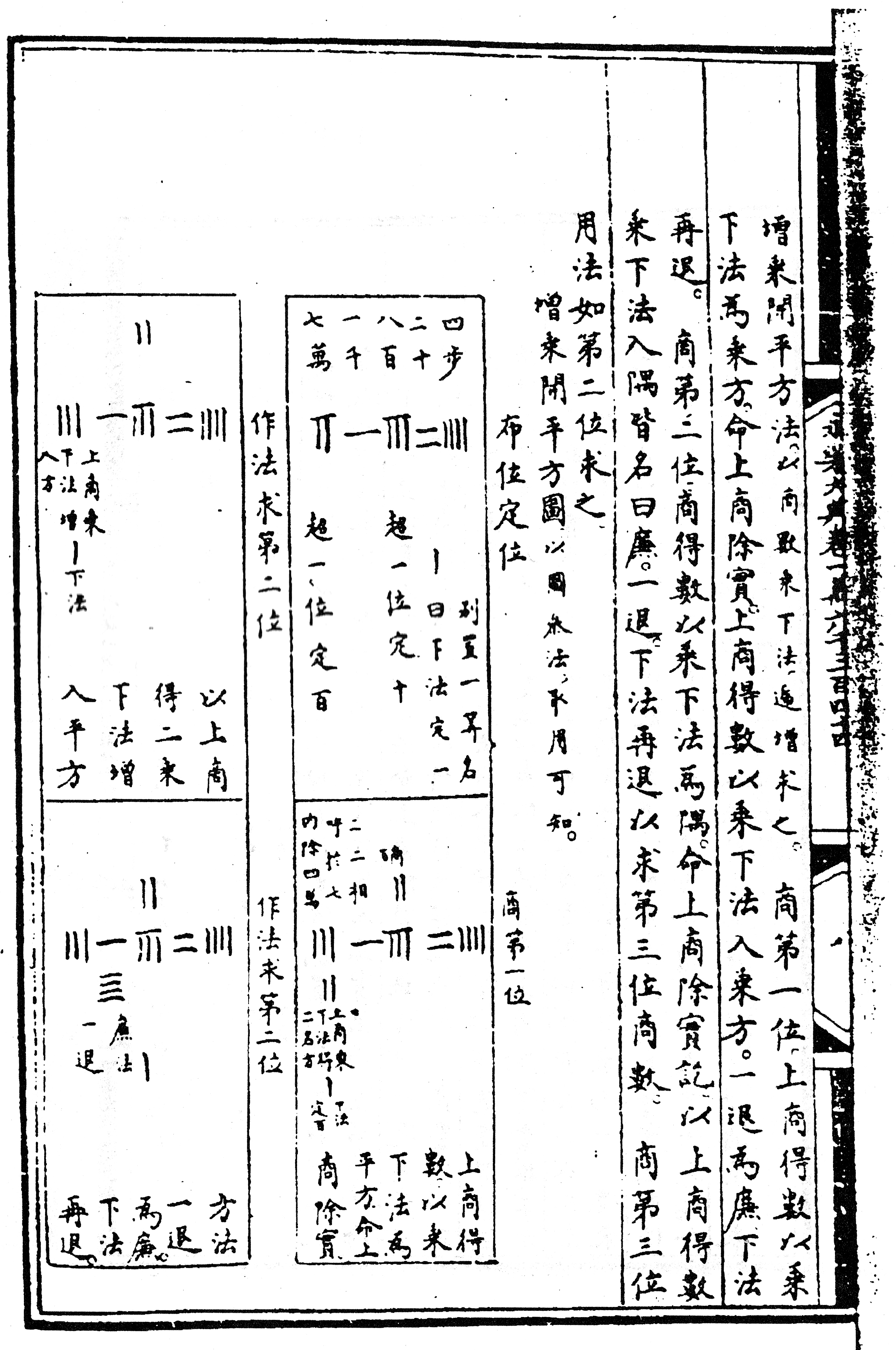
Рахування паличками - принт із Енциклопедії Юнле

## Інструмент
Основним обладнанням, яке необхідне для здійснення розрахунків із паличками, є набір із деякої кількості рахункових паличок і рахункова дошка. Рахункові палички зазвичай виготовляли із бамбука, і вони були в 12 см- 15 см в довжину, і від 2 мм до 4 мм в діаметрі. Іноді їх виготовляли із кісток тварин, або слонової кістки чи нефриту. Як рахункову дошку могли використовувати стільницю, дерев'яну дошку із сіткою або без, підлогу або пісок.
Іще одним ключовим моментом, який був необхідний для рахування паличками була проста 45 кратна позиційна таблиця множення десяткових цифр, що використовувалася в Китаї із античних часів, і називалася таблицею дев'ять-на-дев'ять, яку заучували напам'ять учні, торговці, китайські чиновники та математики.

## Числа

### Відображення цифр

Дві форми китайських паличкових цифр

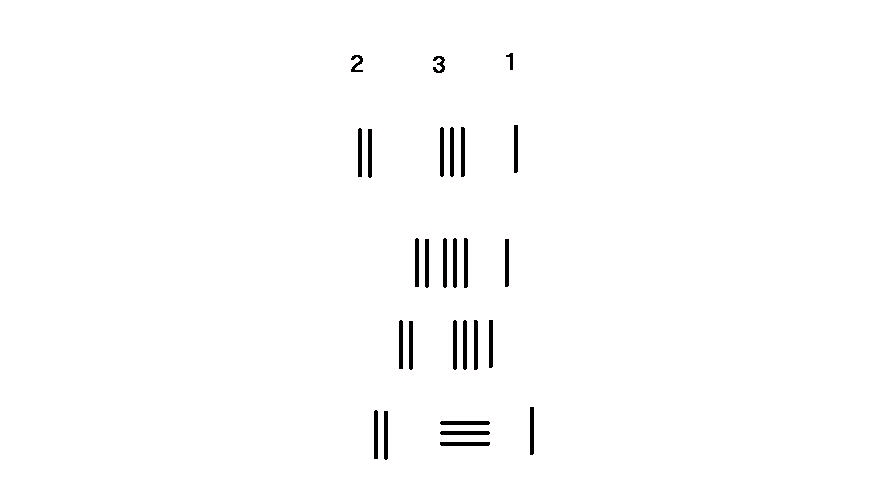
Представлення числа 231 і можливі оманливі варіанти розташування паличок.

Рахункові палички є єдиною системою чисел, яка використовує різні комбінації розташування одного символа, для вираження одного числа або дробу в десятковій системі. Для чисел в позиції одиниць, кожна вертикальна паличка представляє 1. Дві вертикальні палички означають 2, і так далі, до можливих 5 вертикальних паличок, які задають 5. Для чисел між 6 і 9, використовується бі-кванарна система, в якій горизонтальна риска поверх вертикальних представляє число 5. Перший рядок наведеного малюнку задає числа від 1 до 9 задані за допомогою рахункових паличок, а другий рядок задає ті самі числа в горизонтальній формі.
Для представлення чисел, що більші за 9, використовується десяткова система. Палички, що розміщуються на одну позицію лівіше від позиції одиниць представляють числа із множником 10. Для сотень, інша група паличок розміщується лівіше, що задають число із множником 100, і так далі. Як показано на наведеному малюнку, паличками у верхньому рядку задане число 231, де одна паличка на місці одиниць задає 1, три палички на позиції десятків задають 30, і дві палички на позиції сотень задають 200, що в сумі становить 231.
При розрахунках, на поверхні де розкладалися палички зазвичай не було сітки. Якщо у вигляді вертикальної форми паличками викласти послідовно числа два, три, і один, існує можливість переплутати із 51 або 24, як показано у другому і третьому рядку того ж малюнка. Аби уникнути плутанини, числа у сусідніх місцях розміщуються у вертикальній і горизонтальних формах по черзі, так що одиниці представлені у вертикальній формі, як показано у нижньому рядку малюнка.

### Відображення нулів
За допомогою рахункових паличок, нулі представляють за допомогою пропуску пустого місця, що служить однаково як число і знакомісце для значення. На відміну від арабських чисел, тут не існує спеціального символу для представлення нуля. Як показано на малюнку, число нуль спеціально показано у як пропуск.

### Від'ємні і додатні числа
Математики часів династії Сун використовували червоні палички, для представлення додатних чисел і чорні для від'ємних чисел. Однак, існував інших спосіб із додаванням косої лінії до останнього знаку аби показати, що число є від'ємним.

### Десятковий дріб
В математичному трактаті Санззі використовувалася методологія десяткового дробу. Одиницею довжини була 1 чі,
1 чі=10цун, 1цун=10фен, 1фен=10лі, 1лі=10хао, 1хоу=10ху.
1 чі2цун3фен4лі5хао6ші7ху викладалося на рахунковій дошці наступним чином
де  є одиниця вимірювання чі.
Математик південної династії Сун Цінь Цзюшао розширив використання десяткових дробів за межі метрології. У своєму математичному трактаті
він формально визначив 1.1446154 днів як

日
Він відмітив одиницю вимірювання числа словом “日”(день), написавши його знизу.

## Додавання

Додавання у рахуванні паличками 3748+289=4037

Рахування паличками працює за принципом аддитивності. На відміну від арабських чисел, цифри представлені паличками мають адитивні властивості. Процес додавання передбачає механічне переміщення паличок без необхідності запам'ятовувати таблицю додаваня. Що є самою великою відмінністю від арабських чисел, оскільки не можливо механічно скласти числа 1 і 2 разом аби утворилося число 3, або 2 і 3 разом аби утворилося число 5.
Наведений малюнок показує кроки додавання числа 3748 до 289:
1. Розмістимо перше число 3748 у перший рядок, а 289 у другий.
2. Розрахунок ведеться з ЛІВА на ПРАВО, спершу від цифри 2 числа 289.
3. Заберіть дві палички знизу і додайте до 7 що зверху, аби утворилося 9.
4. Перемістіть 2 палички зверху до нижніх 8, перемістіть одну вперед до 9, що стане нулем і перенесіть до числа 3 аби утворилося 4, уберіть 8 із нижнього рядка.
5. Перемістіть одну паличку із 8 верхнього рядку до 9 на нижньому аби утворити одиницю, яка буде перенесена на наступний порядок і додайте одну паличку до 2 паличок у верхньому рядку аби утворилося 3 палички, у верхньому рядку залишилась 7.
6. Результатом є 3748+289=4037

Перше число змінилося внаслідок додавання, в той час як палички нижнього рядка "зникли".

## Віднімання

### Без позичання
У випадку коли не потрібно позичань, необхідно просто перенести кількість паличок від'ємника із зменшуваного. Результатом розрахунку є різниця. На малюнку поруч показані кроки віднімання числа 23 із 54.

### Позичання
У випадку коли необхідно застосувати процедуру позичання із старшого розрядку, як наприклад для 4231-789, необхідно виконати більш складну процедуру. Кроки для цього прикладу показані ліворуч.
1. Розмістіть зменшуване число 4231 зверху, а від'ємник 789 знизу. Розрахунок ведеться зліва на право.
2. Запозичимо 1 із позиції тисяч для десяти у позиції сотень, віднімемо 7 із нижнього рядка, різницю 3 додамо до числа 2 зверху, так що утвориться 5. Число 7 знизу було віднято, що видно із пустого місця.
3. Запозичимо 1 із позиції сотень, де залишиться 4. Віднімання від перенесеного числа 10 у десятковому розряді числа 8, що знизу, дає результат 2, який додається до 3 зверху, що утворює 5. Верхній рядок тепер дорівнює 3451, нижній 9.
4. Запозичимо 1 із 5 у десятковому розряді зверху, залишиться 4. Від запозиченої 1 із десяткового розряду буде 10 в розряді одиниць, віднімаючи 9 отримаємо 1, яку потім додаємо до верхнього числа і отримаємо 2. Після того, як усі палички нижнього рядка були відняті, у верхньому рядку отримаємо 3442, що є результатом розрахунку

## Множення

Алгоритм множення детально описується у трактаті Сунцзи Суанчінг. Ліворуч на малюнку показані кроки розрахунку множення 38×76:
1. Розмістіть один із множників зверху, а другий знизу. Розмістіть числа так, що одиниці нижнього числа будуть вирівняні із найстаршим розрядом верхнього числа. Залиште місце по середині для фіксації дій.
2. Розпочніть розрахунок із старшого розряду першого множника. Відповідно до таблиці множення 3 на 7 дорівнює 21. Розмістіть число 21 у вигляді паличок по середині, так що 1 вирівняно під десятими другого множника (над 7). Після чого, 3 на 6 дорівнює 18, розмістіть 18 як показано на малюнку. З тим як 3 верхнього множника була повністю помножена, приберіть ці палички з дошки.
3. Пересуньте нижній множник на одну позицію праворуч. Змініть палички, так що 7 буде в горизонтальній формі, а 6 в вертикальній.
4. 8×7 = 56, розмістіть 56 в другому рядку по середині, так що одиниці вирівняно відповідно із цифрами, що були помножені у нижньому множнику. Уберіть 7 із нижнього множника, оскільки її було повністю помножено.
5. 8×6 = 48, додавання 4 до 6 із останнього кроку дає 10, перенесіть 1 вверх. Уберіть 8 із позиції одиниць у верхньому множнику, і уберіть 6 з позиції одиниць в нижньому множнику.
6. Сума чисел 2380 і 508, що по середині дає результат добутку, що дорівнює 2888.